# パラディン

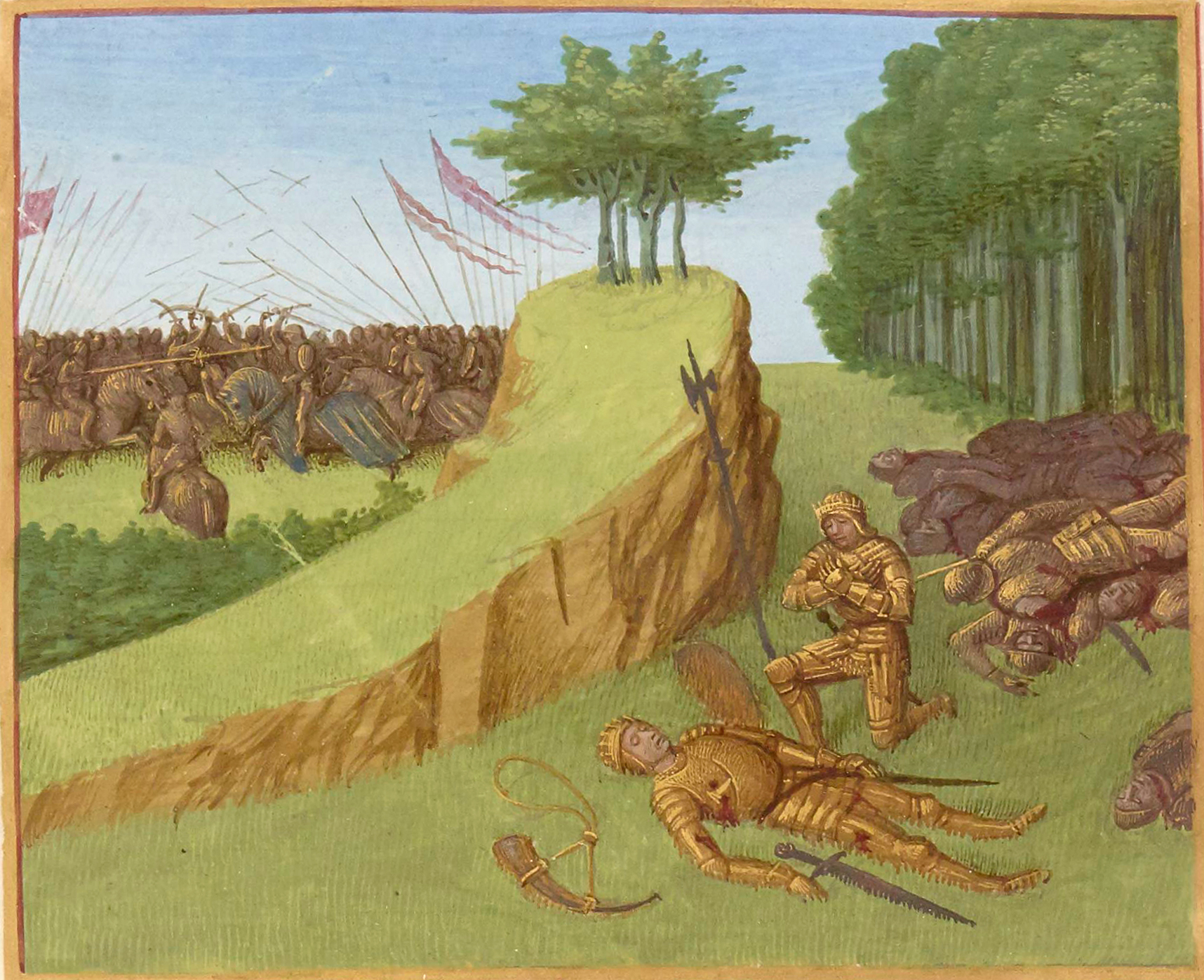
『ローランの死』ジャン・フーケ画。ローランは叙事詩「ローランの歌」に登場する伝説的パラディン（聖騎士）。

パラディン（Paladin）は、「パラティン」（palatine）、そしてラテン語の「パラティヌス」（palatinus）から派生した語で、中世および初期近代ヨーロッパの多くの国で見られた一定の高位にある騎士である。

## 概要
本来パラディンは、古代ローマ皇帝ディオクレティアヌスによって、侍従として、また親衛隊（praetorian guard）と呼ばれる宮殿の護衛兵として作られた。中世初期には意味が変わり、ローマ教皇に仕える高官と、神聖ローマ帝国の「パラティン伯」（count palatine）と呼ばれる高位の貴族になった。同種の称号は19世紀のハンガリーで、また20世紀の初頭のドイツ帝国、イギリスでも使われた。

## 派生語
パラディンの称号は時代を超えて様々な言語で使われ、異なる綴りが生じた。パラディンの語源はラテン語で「パラティウム（Palatium）に属するもの」を意味するパラティヌス（palatinus）である。パラティウムはローマの七つの丘の1つであり、オクタヴィアヌスの頃から皇帝の館が置かれていた。パラティウムにある住まいも、パラティヌスと呼ばれた。パラティヌスは欧州諸言語で「宮殿」を意味する言葉の語源となり、ここからパラディンは「宮殿の高官」との意味も持つようになった。ラテン語は中世を通じて筆記において支配的な言語であったため、この語の意味はほとんど変化しなかったが、綴りは言語によって変化した。ラテン語のpalatinus（複:palatini）から中期フランス語のpalaisinに、ノルマン王朝とともに英語のpaladinとpaladineが生じた。中世初期のドイツにおけるパラディンは、王の選挙侯である宮中伯（独:Pfalzgraf、英:count palatine）だった。宮中伯には扶養の基礎となる領地として、プファルツ（独:Pfalz、英:palatinate）が与えられた。
英語の「paladin」は、イタリア語形の「paladino」から近代英語に借用されたものである。これは後期中世の「フランスの主題」の論述の大部分は、ルドヴィーコ・アリオストやマッテオ・マリア・ボイアルドといった、イタリア人によってなされたからである。

## 文学
中世文学の「フランスもの」では、シャルルマーニュの家臣として知られていた十二勇将が、パラディンと呼ばれていた。この用法にもとづいて、現代ファンタジー作品のパラディンは、高潔な「聖騎士」を指すようになった。